# Vovcioiarivka
Vovcioiarivka (în ucraineană Вовчоярівка) este o așezare de tip urban din raionul Popasna, regiunea Luhansk, Ucraina. În afara localității principale, nu cuprinde și alte sate.

## Demografie
Componența lingvistică a așezării de tip urban Vovcioiarivka
     Ucraineană (89,17%)
     Rusă (10,75%)
     Alte limbi (0,08%)
Conform recensământului din 2001, majoritatea populației așezării de tip urban Vovcioiarivka era vorbitoare de ucraineană (89,17%), existând în minoritate și vorbitori de rusă (10,75%).